# Kolding Provsti
Kolding Provsti er et provsti i Haderslev Stift.  Provstiet ligger i Kolding Kommune.
Kolding Provsti består af 30 sogne med 31 kirker, fordelt på 23 pastorater.

## Pastorater
| Pastorater i Kolding Provsti | Pastorater i Kolding Provsti    | Pastorater i Kolding Provsti |
| ---------------------------- | ------------------------------- | ---------------------------- |
| Almind-Viuf Pastorat         | Brændkjær Pastorat              | Bramdrup Pastorat            |
| Dalby Pastorat               | Eltang-Sønder Vilstrup Pastorat | Fjelstrup-Aller Pastorat     |
| Harte Pastorat               | Kristkirkens Pastorat           | Lejrskov-Jordrup Pastorat    |
| Nørre Bjert Pastorat         | Sankt Nicolai Pastorat          | Seest Pastorat               |
| Simon Peters Pastorat        | Skanderup Pastorat              | Sønder Bjert Pastorat        |
| Sønder Stenderup Pastorat    | Stepping-Frørup Pastorat        | Tyrstrup-Hjerndrup Pastorat  |
| Vamdrup-Hjarup Pastorat      | Vejstrup-Hejls-Taps Pastorat    | Vester Nebel Pastorat        |
| Vonsild Pastorat             | Ødis Pastorat                   |                              |

## Sogne
| Sogne i Kolding Provsti | Sogne i Kolding Provsti | Sogne i Kolding Provsti |
| ----------------------- | ----------------------- | ----------------------- |
| Aller Sogn              | Almind Sogn             | Bramdrup Sogn           |
| Brændkjær Sogn          | Dalby Sogn              | Eltang Sogn             |
| Frørup Sogn             | Harte Sogn              | Hejls Sogn              |
| Hjarup Sogn             | Jordrup Sogn            | Kristkirkens Sogn       |
| Lejrskov Sogn           | Nørre Bjert Sogn        | Sankt Nicolai Sogn      |
| Seest Sogn              | Simon Peters Sogn       | Skanderup Sogn          |
| Stepping Sogn           | Sønder Bjert Sogn       | Sønder Stenderup Sogn   |
| Sønder Vilstrup Sogn    | Taps Sogn               | Tyrstrup Sogn           |
| Vamdrup Sogn            | Vejstrup Sogn           | Vester Nebel Sogn       |
| Viuf Sogn               | Vonsild Sogn            | Ødis Sogn               |